# Claquement de doigts libérien
Le claquement de doigts libérien est un geste de salutation, dans lequel deux personnes se serrent la main de la manière occidentale conventionnelle, mais terminent la poignée de main par une pression mutuelle des doigts qui crée un son de « claquement (en) », ou snap en anglais.

## Description
Le claquement de doigts consiste à se serrer les mains de la manière occidentale conventionnelle, mais ensuite, lorsque les mains sont relâchées, chaque partenaire fait claquer les doigts de l'autre. Cela produit deux bruits de claquement forts. C'est un point d'honneur de faire en sorte que la paire de claquements soit la plus bruyante possible. Selon la paléoanthropologue Ella Al-Shamahi (en) plus les claquements sont forts, plus l'amitié est grande.

### Dans les cultures
De façon apocryphe, la coutume est attribuée à la population américano-libérienne d'esclaves affranchis, qui a créé le geste pour contraster avec la pratique des propriétaires d'esclaves de briser les doigts de ces derniers.
Cette salutation est appelée Liberian fingersnap ou encore liberian snap handshake en anglais, mais elle est commune à d'autres pays d'Afrique de l'Ouest également.

### Évolutions et variantes
Pendant l'épidémie d'Ebola de 2014-2015, la poignée de main au Libéria a été réduite, ce qui a conduit un commentateur de la BBC à noter que l'évitement de la poignée de main était préjudiciable à la coutume établie de la poignée de main libérienne.